# Il Mosaico Terra
Il Mosaico Terra è un arco narrativo a fumetti pubblicato dalla DC Comics in Legione dei Super Eroi (vol. 4) n. 25-36 (gennaio-novembre 1992). Fu scritto da Keith Giffen e Tom & Mary Bierbaum, e fu illustrato principalmente da Jason Pearson. La storia è ambientata durante il periodo della "Five Year Gap" della continuità originale della Legione. Vede anche l'introduzione dei "Batch SW6" - duplicati temporali adolescenti dei membri della Legione - che divennero fondamentali nella liberazione della Terra durante la guerra contro i Dominatori.

## Trama
Il giornalista adolescente del Daily Planet Devlin O'Ryan, che accompagnò la recente ricostituzione della Legione dei Super-Eroi, fu ferito gravemente dai soldati del Dominio. Mentre si nascondeva a Metropolis, incontrò 20 ragazzi che sembrarono essere membri della Legione, da un tempo immediatamente successivo al loro primo incontro con Universo. Si scoprì che i giovani erano parte di un progetto segreto del Dominio chiamato Batch SW6, e che i loro ricordi si fermavano a 17 anni prima. Dopo che Devlin convinse gli scettici Legionari che la Terra era ora sotto il controllo segreto dei Dominatori, il leader della squadra Invisible Kid (Lyle Norg) accettò il suggerimento di far aggregare la sua squadra alla resistenza sotterranea guidata da Jacques Foccart (ex Legionario che divenne il secondo Invisible Kid) e Universo. Durante una piccola schermaglia, Devlin imparò di avere il potere metaumano di poter riflettere i colpi energetici diretti contro di lui.
Nel tentativo di ritrovare i Batch SW6, i Dominatori liberarono B.I.O.N., un androide avanzato con tutti i poteri dei Legionari. In realtà, i cloni della Legione stavano ingaggiando battaglia ai propri doppi sul pianeta Talus. B.I.O.N. fu infine sconfitto, e Brainiac 5 scoprì che fu creato utilizzando la matrice di Computo. Mentre tentava di liberare le camere sotterranee del Dominio di Metropolis, la resistenza (che includeva gli ex membri della Legione degli Eroi Sostituti) scoprì numerosi Metaumani, inclusa l'assassina/teleporta Monica Sade. Scoprì anche che Dirk Morgna (l'ex Sun Boy), che presunto morto era invece ferito gravemente.
Il Presidente della Terra Tayla Wellington finalmente si stancò di collaborare con i Dominatori. Quando implorò gli altri mondi di fornire dell'assistenza, un soldato del Dominio la assassinò durante una messa in onda davanti a tutta la galassia. Dopo che le rivolte si accesero in tutto il pianeta, i Dominatori attaccarono apertamente numerose città direttamente dallo spazio, uccidendo migliaia di persone. Come risultato, i Pianeti Uniti dichiararono guerra al Dominio, sperando di riottenere la Terra. Quando i Legionari Batch SW6 scoprirono che Universo stava segretamente lavorando con il Dark Circle, lasciarono la loro posizione e si unirono alla resistenza di Jacques Foccart. L'amante di Dirl Morgna, Circe, e l'associato della Legione, Bounty, si infiltrarono nel quartier generale del Governo terrestre, dove furono poi raggiunti da Sussa Paka (Spider Girl). Nel frattempo, Jan Arrah (l'ex Element Lad) fu completamente di supporto quando la sua amante di un tempo Shvaughn Erin - privata del medicinale Profem che prendeva da anni - fu riportata fisicamente al suo sesso originale e ritrasformata nel maschio Sean Erin.
Le truppe del Dominio con base sulla Terra si ritrovarono senza le loro risorse quando il loro mondo natale, Elia, fu attaccato da una forza aliena sconosciuta. La Legione Batch SW6 lavorò al fianco di Troy Stewart (l'ex Tyroc) e la resistenza per mettere in piedi uno stratagemma massiccio che gli avrebbe permesso di salvare i combattenti della libertà intrappolati nelle stanze sotterranee di Metropolis. Tuttavia, Grin - un membro della resistenza leale a Universo - attivò il dispositivo di auto-distruzione delle stanze, uccidendo tutti i Metaumani nelle camere del Dominio. Nell'esplosione conseguente, anche le versioni SW6 di Karate Kid, della Principessa Projectra e di Chameleon Boy rimasero uccisi, così Sade, furiosa, uccise Grin. Cercando tra le macerie, i giovani Legionari trovarono numerosi sopravvissuti, incluso uno stregone di nome Xao Jin, la sorella minore di Jaques, Danielle, la Metaumana felina April Dumaka, e Crystal Kid. Quando l'agente del Dark Circle che lavorava per Universo stava per segnalare ai suoi alleati di attaccare la Terra, Universo utilizzò i suoi poteri ipnotici per costringere quest'uomo a spararsi alla testa. Circe (ex comandante della Polizia Scientifica della Terra) caricò un virus nella rete del computer del governo terrestre, cancellando così l'intero database militare dell'intelligence del Dominio.
Incontrando l'adulto Valor, Sade lo rimproverò di non aver utilizzato i suoi poteri Daxamiti per sconfiggere velocemente i Dominatori e mettere fine alla guerra. Disse a Sade, senza convincerla, che la gente della Terra aveva bisogno di vincere la guerra da sola, al fine di preservare il proprio spirito collettivo. Jan Arrah giunse alla stessa conclusione inizialmente, ma cambiò idea e si unì alla lotta. La Laurel Gand Batch SW6 catturò Pinnacle Command, il comandante sul campo dei Dominatori. I suoi compagni di squadra scoprirono l'adulto Dirk Morgna - che sopravvisse alla distruzione delle stanze sotterranee, ma che rimase in agonia mentre letteralmente bruciava vivo. Con una rivolta globale in corso e il Palazzo Presidenziale di Londra in mano alla resistenza, gli ufficiali dei Pianeti Uniti costrinsero Pinnacle Command ad ordinare alle sue truppe di arrendersi, alla condizione che gli sarebbe stato permesso di fare ritorno su Elia e prevenire che venisse completamente conquistata.
La Terra fu nominata protettorato dei Pianeti Uniti, e il consiglio dei Pianeti Uniti nominò Jacques Foccart come presidente in azione del pianeta. Pinnacle Command fu portato su Weber's World per essere processato per crimini contro l'umanità. Al quartier generale della Legione su Talus, Bounty tentò di catturare Sade e riscattare il credito di un miliardo sulla sua testa, ma Sade la ferì seriamente in una piccola sparatoria. Il Brainiac 5 adulto confermò che Bounty era in effetti un'entità aliena che abitava il corpo di una loro ex compagna di squadra, Dawnstar. Inorridita dalla continua agonia sopportata da Dirk, Circe lo uccise come atto di eutanasia e poi si suicidò. Privatamente, Universo e il miliardario Leland McCauley IV videro con allegria il fatto che entrambi utilizzarono la guerra contro i Dominatori per avanzare con il loro piano.

## Conseguenze
Il Valor Batch SW6 viaggiò indietro nel tempo per determinare quale Legione fosse quella "vera". Ma dopo che la sua controparte più giovane del XX secolo fu uccisa da Glorith, lo rimpiazzò per evitare che il continuum spazio-tempo potesse collassare. Poche settimane dopo la liberazione della Terra, il pianeta fu distrutto in un disastro riminiscente quello di Krypton nel XX secolo. Morirono due miliardi di persone. Le 94 città sopravvissute si ricostituirono come Nuova Terra. Con Reep Daggle (ex Chameleon Boy) come nuovo consigliere adulto, la Legione Batch SW6 si stabilì su Nuova Terra, riscoprendo il vecchio Club della Legione e riutilizzandolo come quartier generale. Danielle Foccart e Xao Jin si unirono ai loro ranghi come Computo e Dragonmage, insieme ad April Dumaka come Catspaw. Alcuni Legionari SW6 adottarono dei nuovi nomi in codice. Nel frattempo, Troy Stewart divenne presidente di Nuova Terra quando Jacques Foccart diede le dimissioni dall'ufficio e si riunì alla Legione adulta.

## Post-Crisi Infinita
Dopo gli eventi di Crisi infinita, la maggior parte della storia della Legione fu ricostituita. Tuttavia, gli eventi di "Five Years Later" non lo furono. Così "Il Mosaico Terra" è correntemente visto come non-canonico. Eppure, i Legionari proveniente dall'epoca di "Five Years Later" furono visti brevemente quando le multiple versioni della Legione si batté contro Superboy-Prime, Time Trapper e la Legione dei Supercriminali.